# Lorenzo Imperiali
Lorenzo Imperiali (Gênova, 21 de fevereiro de 1612 - Roma, 21 de setembro de 1673) foi um cardeal do século XVII

## Biografia
Nasceu em Gênova em 21 de fevereiro de 1612. Filho de Michele Imperiali (1565-1616), príncipe de Oria, e Maddalena Spinola, membros das duas principais famílias do patriciado genovês. Seu sobrenome também está listado como Imperiale. Tio do cardeal Giuseppe Renato Imperiali (1690). Tio-avô dos cardeais Giuseppe Spinelli (1735) e Cosimo Imperiali (1753).
Foi a Roma durante o pontificado do Papa Urbano VIII. Vice-legado em Bolonha. Governador das cidades de Fano e Ascoli. Durante a ausência do cardeal Antonio Barberini, legado em Ferrara, ocupou seu lugar. Clérigo da Câmara Apostólica. Governador da província do Património e do Estado de Castro como comissário geral delle armi . Enviado pelo Papa Inocêncio X a Fermo para reprimir a revolta que custou a vida de seu governador, 1648. Governador de Roma, 29 de janeiro de 1653 até 29 de abril de 1654..
Criado cardeal e reservado in pectore no consistório de 19 de fevereiro de 1652; publicado no consistório de 2 de março de 1654; recebeu o gorro vermelho e o título de S. Crisogono, em 23 de março de 1654. Participou do conclave de 1655, que elegeu o Papa Alexandre VII. Legado em Ferrara, 23 de abril de 1657. Governador de Roma novamente, 14 de julho de 1660 até outubro de 1662; por causa do incidente entre o duque de Crécquy, embaixador da França, e as tropas da Córsega, foi transferido como legado para a recém-criada legação na província das Marcas , em 3 de novembro de 1662; mais tarde, renunciou à sua legação e foi a Paris explicar sua conduta ao rei francês. Participou do conclave de 1667, que elegeu o Papa Clemente IX. Participou do conclave de 1669-1670, que elegeu o Papa Inocêncio XI..
Morreu em Roma em 21 de setembro de 1673, perto das 17 horas, Roma. Exposta na igreja de S. Agostino, Roma, onde se realizou o funeral a 23 de setembro de 1673, e sepultada à direita da capela de S. Tommaso da Villanuova, nessa mesma igreja.